# Matejkovský kamenný prúd
Matejkovský kamenný proud (slovensky Matejkovský kamenný prúd) je přírodní památka v katastrálním území města Ružomberku v okrese Ružomberok v Žilinském kraji na Slovensku. Území bylo vyhlášeno v roce 1986 a jeho rozloha je 8,6 hektaru. Předmětem ochrany je projev kvádrovité odlučnosti granitů s ukázkami recentního mrazového zvětrávání.
Matejkovský kamenný proud představuje ojedinělou ukázku suťoviska v prostoru velkofatranského krystalinika. Nachází se v nadmořské výšce okolo tisíce metrů. Velká Fatra je většinou budována druhohorními sedimenty krížňanského a Chočského příkrovu a krystalické horniny, především žuly, vystupují jen zřídka především v oblasti Ľubochnianska dolina a masivu Smrekovica. Hornina je rozrušená do kamenných bloků velkých od několik desítek centimetrů do jednoho metru. Jedná se o žulu až granodiorit. Časté jsou žilky pegmatitu.